# Donald Pettie

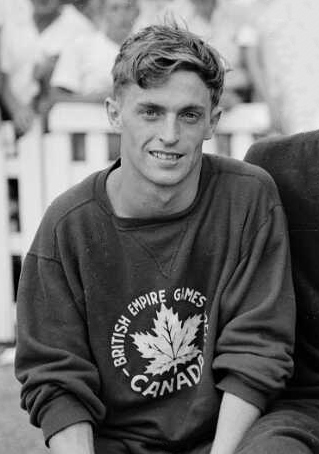
Donald Petti im Februar 1950 während den British Empire Games im Eden Park, Auckland

Donald Pettie (Donald A. „Don“ Pettie; * 28. März 1927 in Calgary; † 12. August 2017 ebenda) war ein kanadischer Sprinter.
1948 schied er bei den Olympischen Spielen in London über 200 m im Vorlauf aus und kam in der 4-mal-100-Meter-Staffel mit der kanadischen Mannschaft auf den fünften Platz.
Bei den British Empire Games 1950 in Auckland gewann er Bronze über 100 Yards. Über 220 Yards und in der 4-mal-440-Yards-Staffel wurde er Fünfter.
1949 wurde er Kanadischer Meister über 100 Yards und 220 Yards.

## Persönliche Bestzeiten
- 100 m: 10,9 s, 1948
- 200 m: 21,4 s, 1950